# Вулиця Отамана Чепіги
Вулиця Отамана Чепіги — одна із вулиць Одеси, знаходиться в районі Пересипу. Названа на честь останнього кошового отамана Чорноморського козацького війська — Захара Чепіги. Первинна назва вулиці — Щелакова, за радянських часів носила назву Бондарєва.
Вулиця бере початок від Пересипського мосту, на перехресті із вулицею Одарія, і закінчується перехрестям із Балтською дорогою. Вулиця знаходиться у промисловій зоні, завдяки чому має кілька розривів. Так, вулиця переривається на перехресті із вулицею Плигуна, потім продовжується від 1-го Солонцеватого провулку до Солонцеватого провулку, де переривається залізничною станцією Одеса-Пересип. По інший бік від залізничної станції вулиця продовжується від перехрестя із вулицею Наливною до перехрестя із Балтською дорогою.

## Галерея

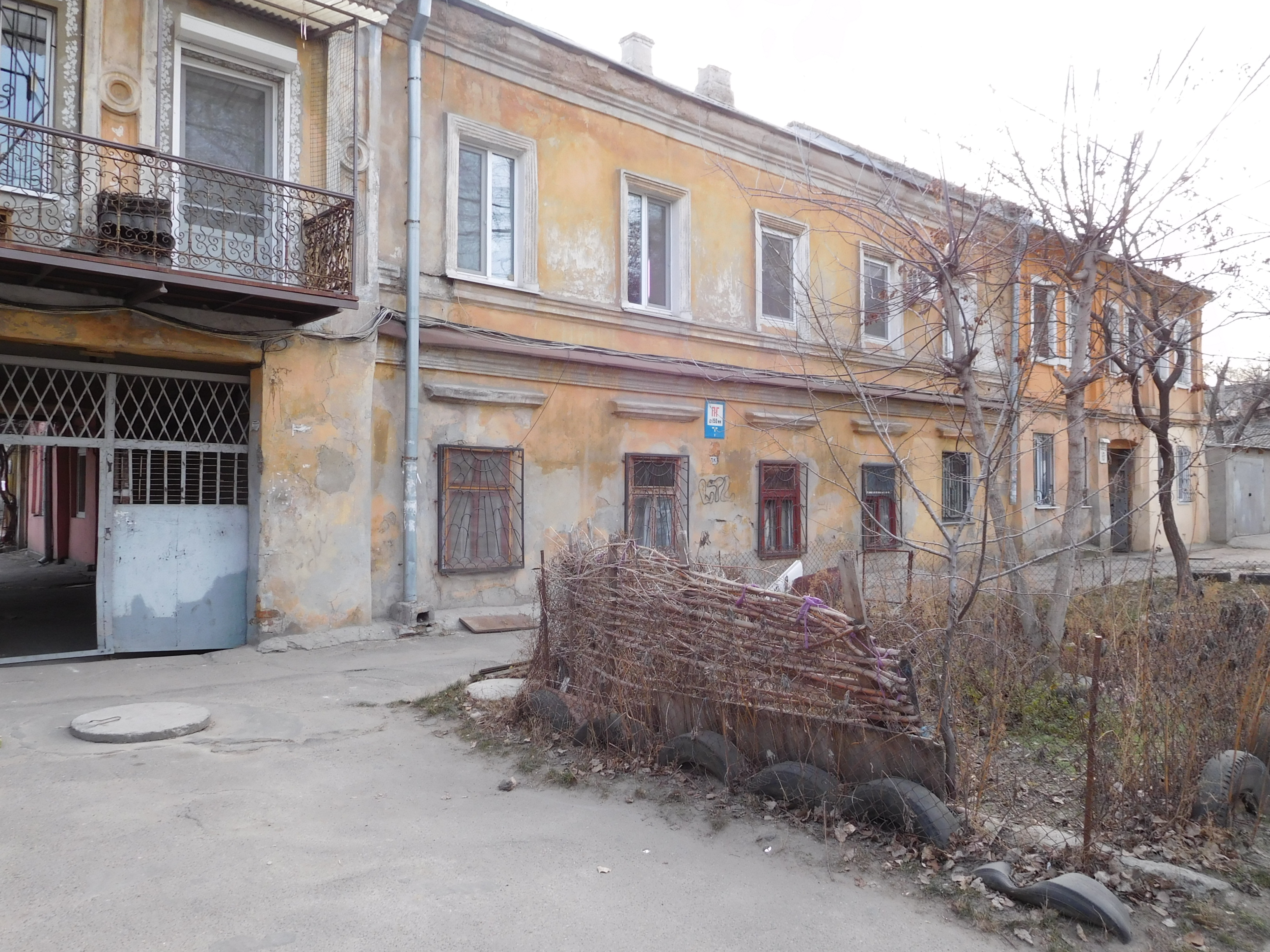
Старі будинки на вулиці
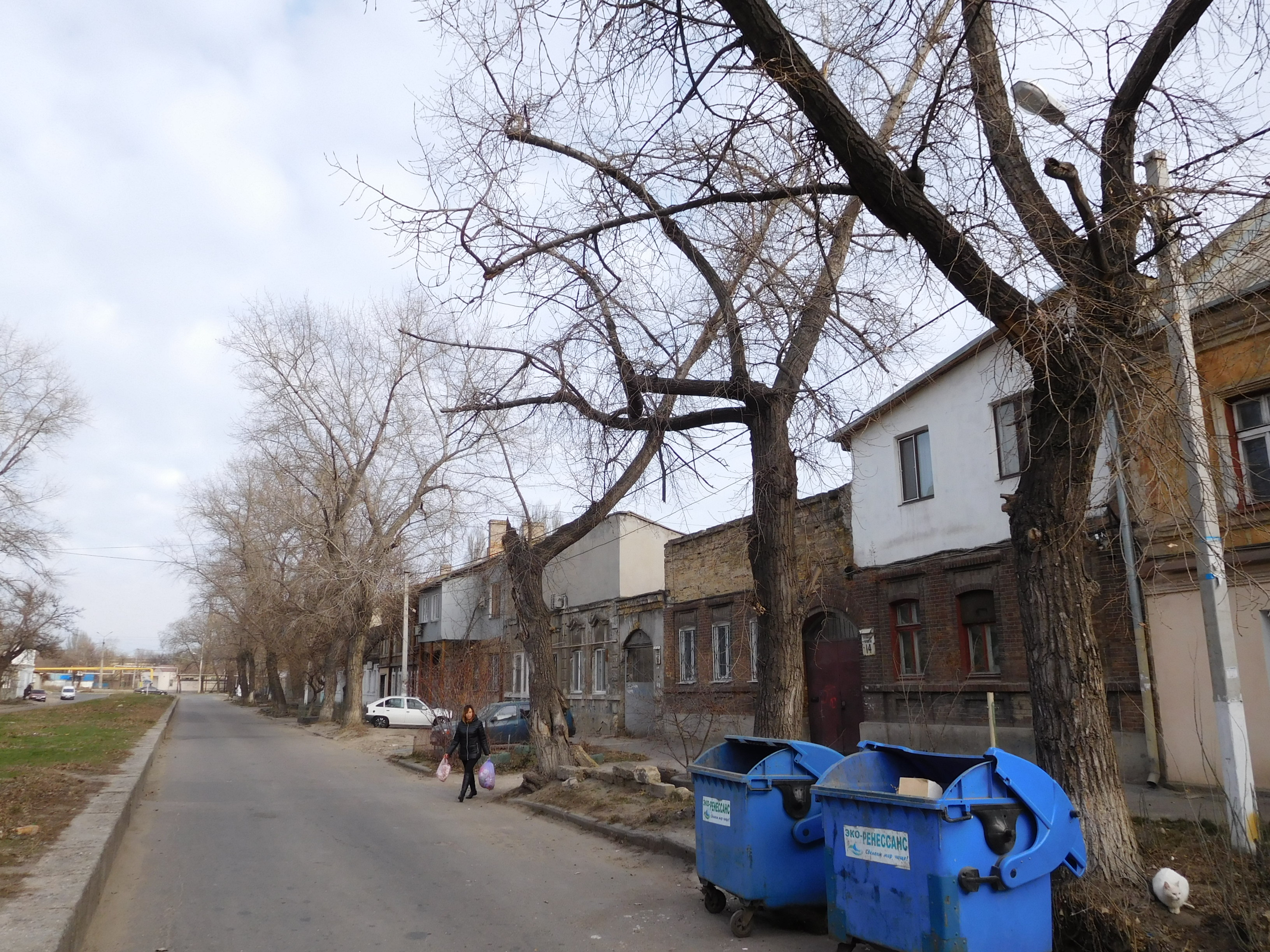
Початок вулиці
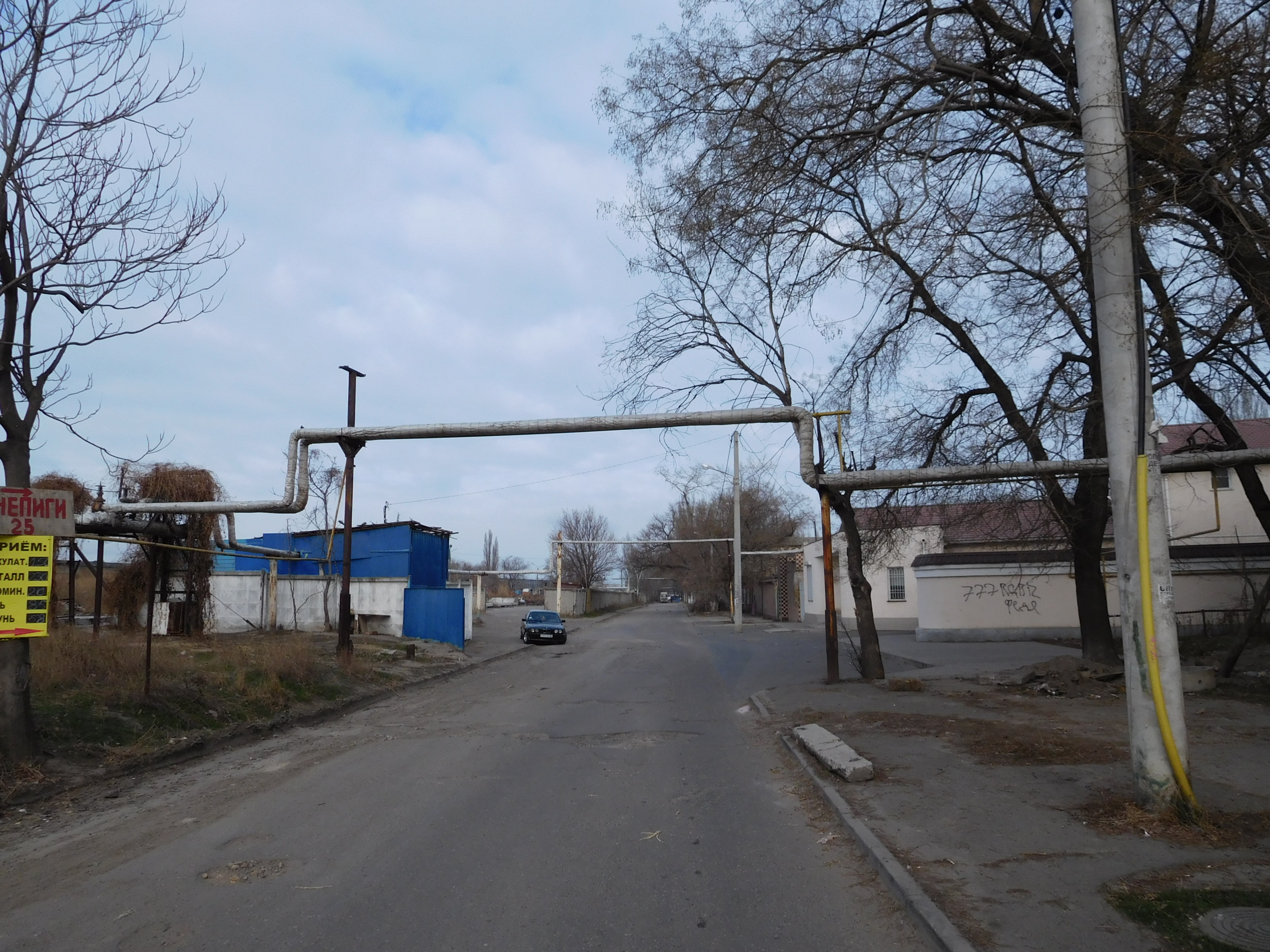
Вулиця у напрямку селища Котовського